# Derekutuğun, Bayat
Derekutuğun là một xã thuộc huyện Bayat, tỉnh Çorum, Thổ Nhĩ Kỳ. Dân số thời điểm năm 2010 là 539 người.